# Blaster Master Zero
Blaster Master Zero es un videojuego de plataformas de acción y aventuras de 2017, desarrollado y publicado por Inti Creates para Nintendo 3DS y Nintendo Switch. El juego es el segundo relanzamiento de Blaster Master de Sunsoft para Nintendo Entertainment System (NES) y se lanzó mundialmente en marzo de 2017. Posteriormente, se adaptó a Microsoft Windows en junio de 2019, a PlayStation 4 en junio de 2020 y a Xbox One y Xbox Series X y Series S en julio de 2021. Al igual que en el juego original de NES, la trama del juego se centra en Jason Frudnick, un joven que desciende a un mundo subterráneo para rescatar a una criatura rana llamada Fred. Los jugadores controlan a Jason al volante de un tanque llamado SOPHIA, explorando amplios entornos y derrotando a varios enemigos mutantes. Jason también puede salir del tanque para explorar diversas zonas a las que este no puede acceder. Además de gráficos y sonido renovados, Blaster Master Zero también añade varios ajustes y características no presentes en el juego de NES. Una secuela, Blaster Master Zero 2, se lanzó en 2019 y un tercer juego, Blaster Master Zero 3, en 2021.

## Jugabilidad
El juego se desarrolla de forma similar al original de NES. Los jugadores controlan el vehículo SOPHIA en los niveles de desplazamiento lateral, explorando entornos y derrotando enemigos con las diversas armas del tanque. El personaje del jugador, Jason, también puede saltar del tanque para acceder a diversos pasajes y puertas, donde la vista cambia a una perspectiva aérea. Los jugadores pueden encontrar diversas mejoras para el tanque que permiten acceder a zonas previamente inaccesibles. A lo largo del juego, el jugador también se encuentra con varios jefes que deben ser derrotados para avanzar a los niveles superiores. El modo multijugador permite que un segundo jugador controle una retícula para disparar a los enemigos.

## Trama y ambientación
El juego sirve como una secuela de Chō Wakusei Senki: Metafight, la versión japonesa original de Blaster Master, así como un reinicio de la trama estadounidense, combinando elementos de la trama y nombres de personajes de Metafight con Blaster Master y su novelización Worlds of Power.
En un futuro lejano, la Tierra entra en una era glacial, tras innumerables guerras y desastres ambientales. Debido a esta, la raza humana se vio obligada a vivir bajo tierra. Al finalizar esta, la humanidad comenzó a desarrollar métodos aprendidos bajo tierra para restaurar el planeta y el medio ambiente. Durante ese tiempo, un gran y misterioso cometa impactó la Tierra, pero esto no impidió su esfuerzo por restaurar los ecosistemas perdidos, y los humanos pudieron volver a vivir en la superficie terrestre.
Varios siglos después, Jason Frudnick, un joven genio de la robótica, encuentra una criatura de aspecto inusual y con forma de rana a la que llama Fred. Su investigación se ve interrumpida cuando Fred escapa a un agujero de gusano surgido de la nada, y Jason se encuentra en uno de los entornos subterráneos del pasado, donde encuentra un tanque blindado llamado SOPHIA III, que utiliza para defenderse de los mutantes que repentinamente se apoderaron del subsuelo y localizar a Fred.
Durante su búsqueda, Jason encuentra a una niña inconsciente llamada Eve, quien tiene una extraña conexión con SOPHIA III. Juntos, encuentran y rescatan a Fred, tras lo cual Jason descubre que tanto Eve como Fred son extraterrestres. Fred es una sonda enviada por los habitantes del planeta de Eve para localizar a los Mutantes, invasores alienígenas que en su día intentaron conquistar su planeta, mientras que Eve es una androide creada para servir como piloto y apoyo de SOPHIA III. Juntos, derrotan al Señor del Inframundo, líder de los Mutantes.
En el final básico, Eve agradece a Jason y abandona la Tierra con el tanque. Sin que Jason lo sepa, se destruye a sí misma con él. Si el jugador ha reunido todas las armas y chips de mejora de SOPHIA III, así como todos los mapas de la zona, se desbloquea un final extendido. Tras la batalla, Eve deja inconsciente a Jason y se marcha con SOPHIA III para derrotar en solitario al verdadero líder de los Mutantes, el Núcleo Mutante. Fred usa su habilidad para crear agujeros de gusano y lleva a Jason a una base donde encuentra un nuevo tanque, el SOPHIA ZERO, una versión mucho más potente del SOPHIA III.
Finalmente, Jason encuentra el Núcleo Mutante, que ha tomado el control y corrompido el SOPHIA III con Eve atrapada en su interior. Jason lucha y desactiva el SOPHIA III corrompido el tiempo suficiente para rescatar a Eve, destruyendo el SOPHIA III y el Núcleo Mutante junto con él. Finalmente, Eve descubre que SOPHIA ZERO fue creado para ella por Kane y Jennifer Gardner, sus padres/creadores. Eve está profundamente agradecida con Jason, quien la salvó a ella y al planeta. El juego termina con Jason observando el paisaje, ahora lleno de vegetación, con Eve y Fred encaramados en el SOPHIA ZERO.

## Desarrollo
Dos meses después del lanzamiento del juego, Inti Creates lanzó un parche que añadió un nuevo "Modo Destructor", un nivel de dificultad más alto disponible tras completar el juego. También anunciaron el lanzamiento de dos personajes descargables: Gunvolt, de Azure Striker Gunvolt, y Ekoro, de Gal*Gun, otro título de Inti Creates. Posteriormente, en julio, se anunciaron los personajes invitados Shantae y Shovel Knight. Una actualización publicada en octubre de 2017 añadió un modo de juego de ataque contra jefes.

### Lanzamiento
Blaster Master Zero se lanzó exclusivamente en formato digital para Nintendo 3DS y Nintendo Switch el 3 de marzo de 2017 en Japón y el 9 de marzo de 2017 en Norteamérica y Europa. Posteriormente, el juego se adaptó a Windows en junio de 2019 y a PlayStation 4 en junio de 2020. Las versiones para Xbox One y Xbox Series X/S se lanzaron el 1 de julio de 2021.